# Ranibas (Bhojpur)
Ranibas (nep. रानीवास) – gaun wikas samiti we wschodniej części Nepalu w strefie Kośi w dystrykcie Bhojpur. Według nepalskiego spisu powszechnego z 2001 roku liczył on 1310 gospodarstw domowych i 6551 mieszkańców (3433 kobiet i 3118 mężczyzn).